# Ramez Ayoub
Ramez Ayoub, né en 1966 à Alep (Syrie), est un courtier en immeubles et homme politique canadien. 
Il a été d'octobre 2015 à octobre 2019 député libéral de la circonscription de Thérèse-De Blainville à la Chambre des communes du Canada. Auparavant il avait été conseiller municipal puis maire de la ville de Lorraine, dans les Basses-Laurentides.

## Biographie
Ramez Ayoub est le fils aîné d'Antoine Ayoub, professeur émérite au département d'économie de l'Université Laval et spécialiste des questions énergétiques. Sa mère, Yvonne Laimé, est d'origine française (Paris) et a œuvré dans le domaine médical comme infirmière/laborantine en France avant d'obtenir un diplôme universitaire en service social de l'Université Laval. Il a aussi un frère, Samir, qui est son cadet et est un homme d'affaires de la ville de Québec. Ramez est arrivé au Québec à l'âge de trois ans. Il a obtenu un baccalauréat en économie de l'Université de Montréal en 1991, puis a travaillé pour Bell Canada de 1992 à 2008. De 2009 à 2015, il a été courtier en immeubles RE/MAX.

### Carrière politique
Ramez Ayoub a été élu conseiller municipal dans la ville de Lorraine en 1999, puis en est devenu maire en 2009, poste qu'il a conservé jusqu'à son élection à la Chambre des communes. De 2013 à 2015, il a également été président de la Conférence régionale des élus de la région des Laurentides, et a été membre du comité exécutif de Montréal International en 2015.
En mars 2015, il a été choisi candidat du Parti libéral du Canada dans la circonscription de Thérèse-De Blainville. Le 19 octobre suivant, il a été élu avec 32,5 % des voix, devançant ses adversaires du Bloc québécois et du Nouveau Parti démocratique. Aux élections suivantes en 2019, il est battu par la candidate du Bloc québécois.